# Yp

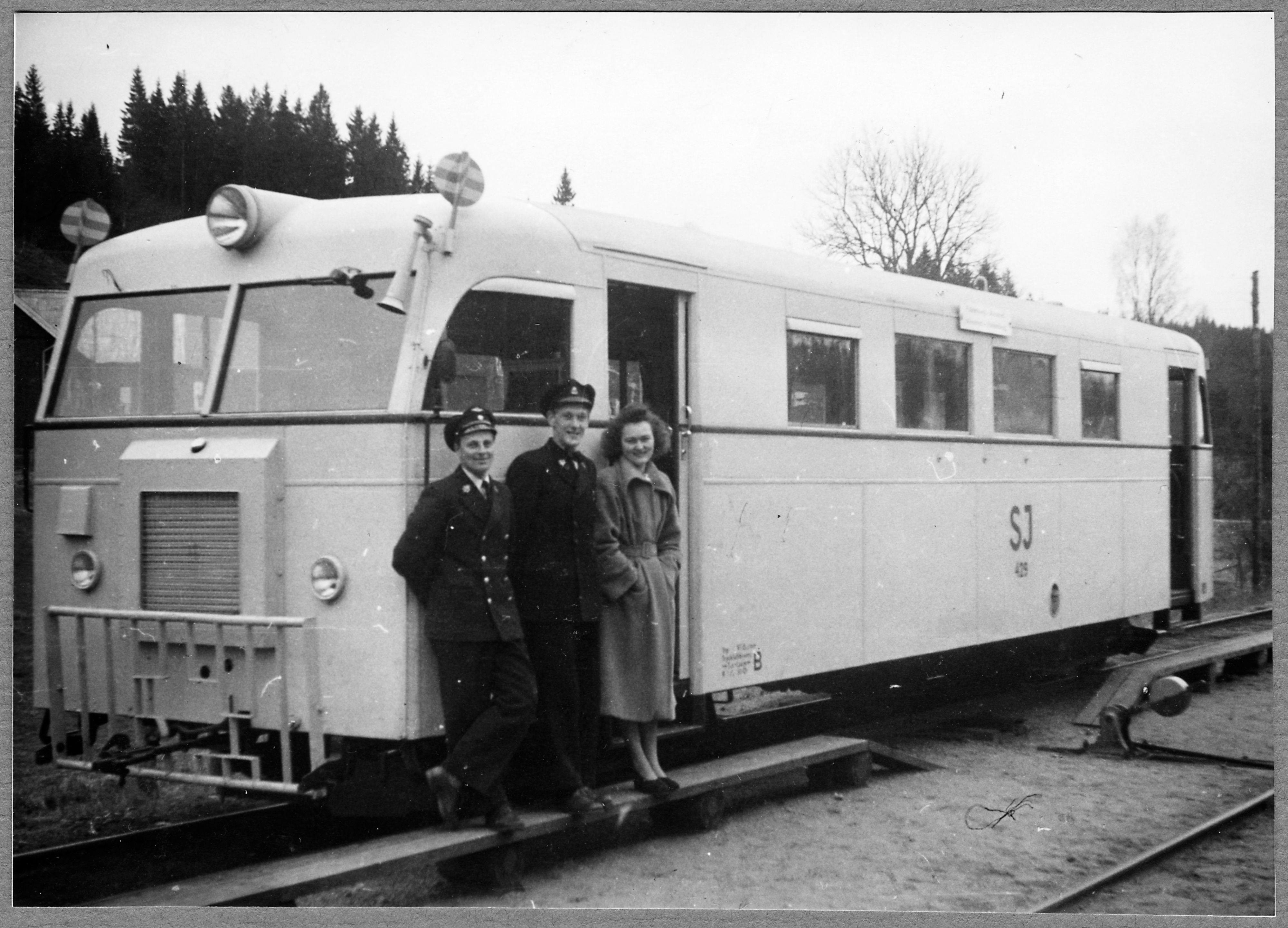
Nohab-smalspårsrälsbuss med tillverkningsnummer 1699, SJ litt Yop, ursprungligen från 1936 på Falkenbergs Järnväg

Littera Yp är en tvåaxlig smalspårig rälsbuss, som tillverkades av Hilding Carlssons Mekaniska Verkstad i Umeå. Samtliga Yp-fordon, förutom två, levererades till olika smalspåriga privatbanor, men många kom till SJ i samband med förstatliganden. 
Fyra fordon ur serien finns bevarade:
- SJ Yp 727 finns som tjänstefordon hos Tjustbygdens Järnvägsförening i Västervik
- NKIJ nr 52 (Yo1p) med släpet NKlJ UF2p 72 finns hos Anten–Gräfsnäs Järnväg.[1][2]
- NKIJ nr 55 finns på Hagfors järnvägsmuseum[2]

Rälsbussen har sitt ursprung i normalspårig turistdressin som i november 1931 beställts av SJ för turisttrafiken till Porjus i Hilding Carlssons verkstad och som levererades i juni 1932. Dressinen som rymde 14 resenärer var utrustad med en 50 hästkrafters A-Fordmotor. Den erhöll först nummer 200 i SJ:s dressinnummerserie men erhöll 1933 Littera Yd 310 i rälsbusserien. Dressinen var ursprungligen försedd med ett kapelltak, men sedan flera resenärer drabbats av dropp från det läckande taket byttes det mot ett fast tak. I litterat ingick även två tidningsdressiner som mest liknade paketbilar från början av 1930-talet men anpassade för spårtrafik. Den ena byggdes för Ostkustbanan 1932 men inregistrerades hos SJ 1934 som då lät bygga ännu en som komplement. 1932 besökte chefen för Uppsala–Gävle Järnväg Porjus och lät då beställa ett liknande fordon för sin bana. Den var större än Porjusdressinen och rymde 24 resenärer, och hade en Volvomotor om 75 hästkrafter att levereras i maj 1933. Redan samma år övertogs Uppsala–Gävle Järnväg av SJ, som efter viss tveksamhet i januari 1934 beställde fyra snarlika rälsbussar. De hade något mer bakåtlutad front och Volvomotorn byttes mot en Scania-Vabismotor om 100 hästkrafter för att ge möjlighet att koppla en lättare släpvagn. De försågs även med ett öppningsbart tak med suffletter, vilka vintertid kunde bytas ut mot ett fast tak.
Sedan rälsbussarna levererats sommaren 1934 började Hilding Carlsson planera för serieproduktion av rälsbussar. Under hösten 1934 skapades den modell som kom att bli den klassiska Hilding Carlsson-rälsbussen, eller "HC-bussen". Den hade en mer lutande, strömlinjeformad fronton och en något starkare 130 hästkrafters Scania-Vabismotor. I augusti 1934 beställde SJ de första rälsbussarna av denna typ. Sedan SJ 1933 övertagit Ostkustbanan, och därmed den smalspåriga bandelen Harmånger-Bergsjö, önskade man en smalspårig variant av rälsbussen till denna bana. Hjulbasen kortades med fyra meter och vagnkorgen avkortades med 70 meter. Redan året därefter följde en beställning från Östra Skånes Järnvägar och därefter följde flera privatbanor efter.
Ganska snart kom dock önskemål om ett bekvämare och något större fordon. Under 1937 konstruerade Hilding Carlsson en större rälsbuss på boggier. Den första köparen blev den smalspåriga Halmstad–Bolmens Järnväg. Planer fanns då att förse den med en starkare åttacylindrig motor, men någon sådan fanns då inte färdigutvecklad av Scania-Vabis, och den gamla motorn behölls. I samband med övergång till boggievagnar började man 1938 även att producera boggiesläp. Under sommaren 1939 var den nya starkare motorn färdigutvecklad och kunde installeras i de nya boggierälsbussarna. Flera banor valde dock av standardskäl att få fortsatta leveranser av den motorsvagare varianten. Till nyåret 1940 kom även en dieselvariant av rälsbussen. Efter några förändringar i litterasystemet fick 1943 vagnarna för spårvidd 1435 mm beteckningen Yo, för spårvidd 1067 mm Yot och för spårvidd 891 mm Yop (en vagn tillverkad för 1524 mm fick beteckningen Bm2). Från 1946 började rälsbussarna att levereras i ett nytt förbättrat utseende, förarhytterna försågs med takluckor, vagnkorgen isolerades bättre och de höjdes något (bussarnas bredd ökades även på fordonen avsedda för spårvidd 1067 mm och 1435 mm. SJ började alltmer ligga på om att de gamla trärälsbussarna skulle ersättas av rälsbussar med stålkorg. Hilding Carlsson hade dock ännu inte kapacitet att framställa sådana. I januari 1948 gjordes den sista beställningen av trärälsbussar från SJ:s sida. Kort därefter inleddes förhandlingar om ersätta den med stålrälsbussar, och i januari 1949 blev det klart att de fyra sista rälsbussarna skulle utföras med stålkorg. I juni 1950 levererades den sista trärälsbussen till SJ och juli 1950 den allra sista trärälsbussen till Nordmark–Klarälvens Järnvägar. Det sista träfordonet blev en postsläpvagn som levererades till Nordmark–Klarälvens Järnvägar i oktober 1950.
Redan när leveranserna av stålrälsbussar började anlända i stor skala 1953, ställdes de gamla tvåaxliga rälsbussarna av. Många hade redan tidigare främst använts i reservtjänst. Vid en del banor blev de kvar en tid, och på Malmbanan slopades de 1955. När fler stålrälsbussar levererades, började även boggierälsbussarna att slopas från slutet av 1957. Under 1959 påbörjades slopningen av den modernaste trärälsbusstypen Yo1s. År 1960 försvann den sista linjen med trärälsbussar i Skåne. Enstaka normalspåriga trärälsbussar fanns kvar vid trafiksektionerna i Västerås och Kristinehamn. På 891 mm-banorna användes trärälsbussar till november 1963 på sträckan Uddevalla-Bäckefors. De sista 891 mm-banorna med trärälsbussar blev Halmstad-Vislanda, Växjö-Ryd och Torsås-Bergkvara, där trafiken upphörde i maj 1965.

## Varianter
Rälsbussarna fanns i flera varianter:
- Yp: Ursprunglig variant, tvåaxlig. Tre stycken tillverkade.[5]
- Yop: Boggievariant med sex-cylindrig Scania-Vabismotor. 25 stycken tillverkade.[5]
- Yo1p: Boggievariant med starkare åtta-cylindrig motor. 46 stycken tillverkade.[5]

Släpvagnar:
- UCo1p/UBo1p: Släpvagn, andra klass (tredje klass före 1956).
- UCo1p/UBo2p: Släpvagn, andra klass (tredje klass före 1956).
- UCDo1p/UBDo1p: Släpvagn, post och andra klass (tredje klass före 1956).
- UCDFo1p/UBDFo1p: Släpvagn, post, resgods och andra klass (tredje klass före 1956).
- UCFo1p/UBFo1p: Släpvagn, resgods och andra klass (tredje klass före 1956).
- UCFo2p/UBFo2p: Släpvagn, resgods och andra klass (tredje klass före 1956).
- UCFo4p/UBFo4p: Släpvagn, resgods och andra klass (tredje klass före 1956).
- UCFo6p/UBFo6p: Släpvagn, resgods och andra klass (tredje klass före 1956). 14 stycken tillverkade.
- UCFo7p/UBFo7p: Släpvagn, resgods och andra klass (tredje klass före 1956).
- UCFo9p/UBFo9p: Släpvagn, resgods och andra klass (tredje klass före 1956).
- UCFo11p/UBFo11p: Släpvagn, resgods och andra klass (tredje klass före 1956).
- UCFo12p/UBFo12p, Släpvagn, resogds och andra klass (tredje klass före 1956).
- UDo1p: Släpvagn, post.
- UDFo1p: Släpvagn, post och resgods.
- UDFo2p: Släpvagn, post och resgods.
- UDFo3p: Släpvagn, post och resgods.
- UFo2p Släpvagn, resgods.
- UF2p: tvåaxlig släpvagn, resgods. 26 stycken tillverkade.
- UF3p: tvåaxlig släpvagn, resgods.